# Copa Báltica Sub-19
La Copa Báltica Sub-19 es un torneo de fútbol anual a nivel de selecciones juveniles en el cual participan los países del Mar Báltico más Finlandia.

## Historia
El torneo fue creado en el año 2008 originalmente con la participación de las tres naciones exmiembros de la Unión Soviética ubicadas en el Mar Báltico, manteniéndose así hasta que en la edición apareció Finlandia y desde entonces participan 4 equipos.
El más ganador hasta el momento ha sido Letonia con 7 títulos y el único que no ha sido campeón es Estonia, aunque es el que más subcampeonatos tiene con 5.

## Ediciones Anteriores
| Año  | Sede      | Campeón   | Finalista | 3º Lugar  | 4º Lugar  |
| ---- | --------- | --------- | --------- | --------- | --------- |
| 2008 | Estonia   | Letonia   | Estonia   | Lituania  |           |
| 2009 | Letonia   | Letonia   | Estonia   | Lituania  |           |
| 2010 | Lituania  | Lituania  | Estonia   | Letonia   |           |
| 2011 | Estonia   | Finlandia | Estonia   | Letonia   | Lituania  |
| 2012 | Letonia   | Letonia   | Lituania  | Finlandia | Estonia   |
| 2013 | Finlandia | Finlandia | Letonia   | Estonia   | Lituania  |
| 2014 | Lituania  | Letonia   | Estonia   | Lituania  | Finlandia |
| 2015 | Estonia   | Lituania  | Finlandia | Estonia   | Letonia   |
| 2016 | Letonia   | Letonia   | Lituania  | Finlandia | Estonia   |
| 2017 | Finlandia | Lituania  | Finlandia | Letonia   | Estonia   |
| 2018 | Lituania  | Letonia   | Lituania  | Finlandia | Estonia   |
| 2019 | Estonia   | Letonia   | Finlandia | Estonia   | Lituania  |
| 2022 | Letonia   | Letonia   | Finlandia | Estonia   | Lituania  |

## Títulos por País
| País      | Campeón | Finalista | 3º Lugar | Títulos                                        |
| --------- | ------- | --------- | -------- | ---------------------------------------------- |
| Letonia   | 8       | 1         | 3        | 2008, 2009, 2012, 2014, 2016, 2018, 2019, 2022 |
| Lituania  | 3       | 3         | 3        | 2010, 2015, 2017                               |
| Finlandia | 2       | 4         | 3        | 2011, 2013                                     |
| Estonia   | 0       | 5         | 4        |                                                |